# Castillo de la Serrella (Castell de Castells)

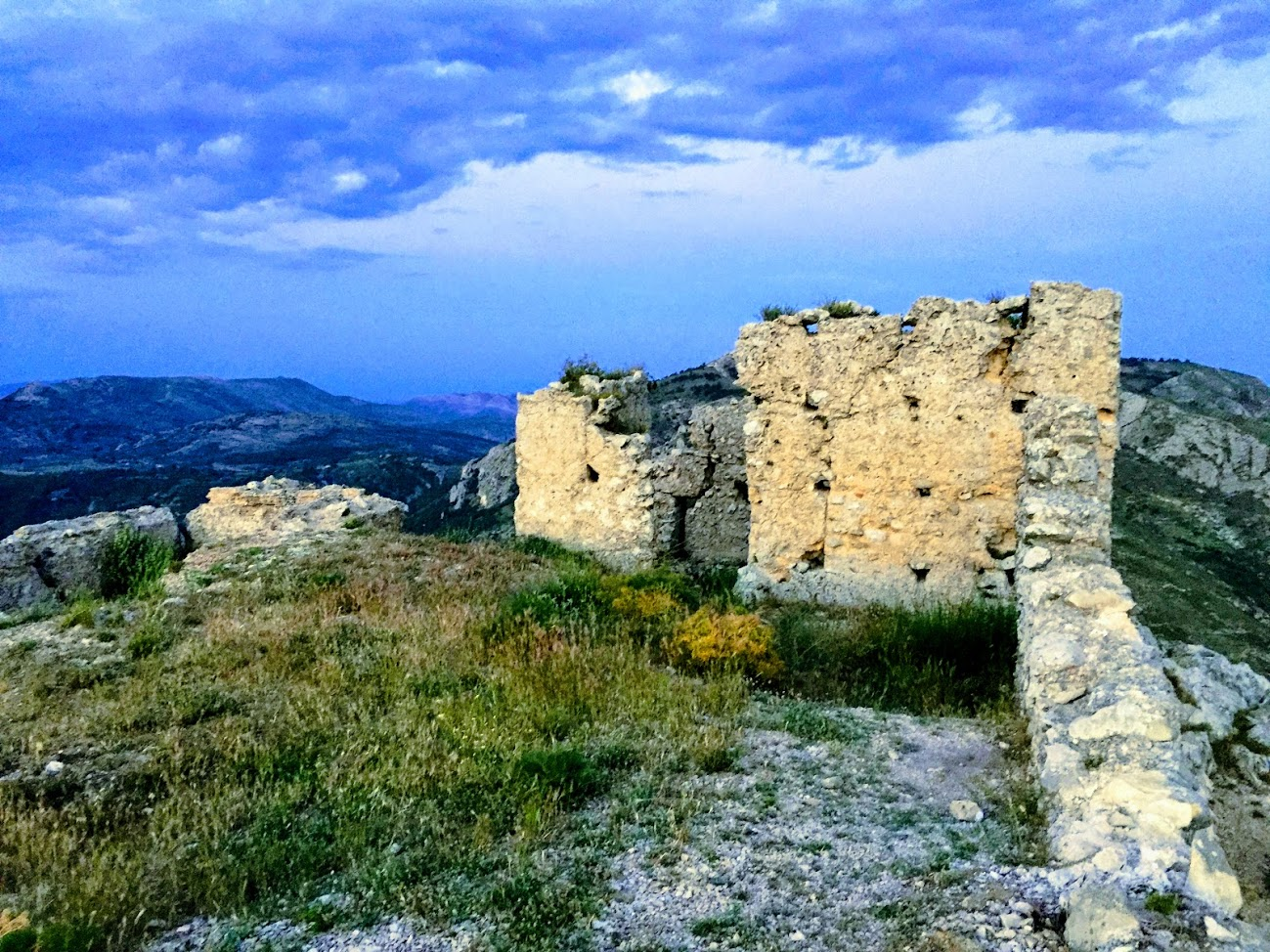
Torre del Castillo de la Serrella

El castillo de Serrella se encuentra en el término municipal de Castell de Castells, en la comarca de la Marina Alta, provincia de Alicante, España, a una altitud de 1051 metros sobre la peña de Castellet. Es un Bien de Interés Cultural.
De origen musulmán, (siglo XI), tras la Reconquista fue abandonado. Actualmente, tan solo se conservan algunas partes de la muralla, el aljibe y restos de la torre.

## Referencias

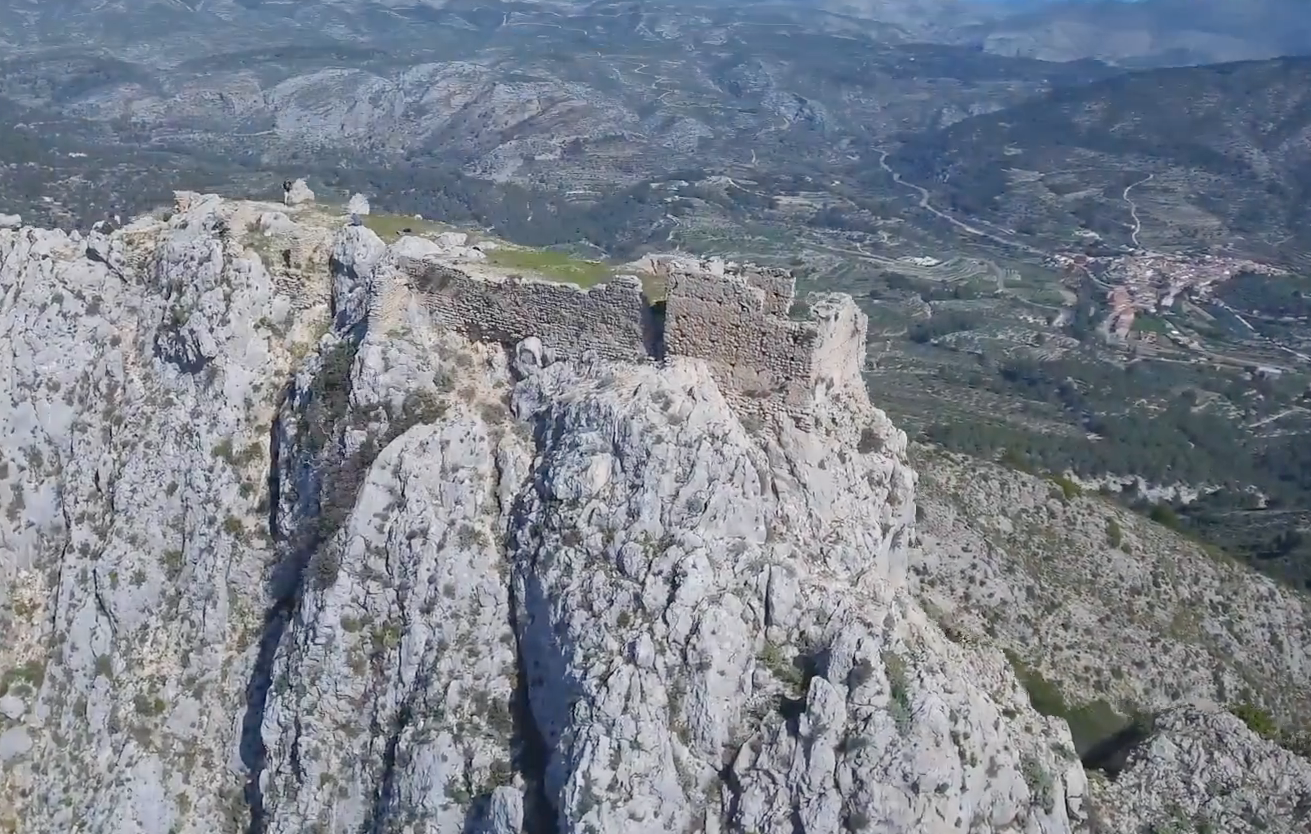
Castillo de la Serrella, al fondo Castell de Castells